# Marcelo Balboa
Marcelo Balboa (Chicago, 8 agosto 1967) è un ex calciatore statunitense, di ruolo difensore.
È un membro della National Soccer Hall of Fame.
È il terzo giocatore americano con più presenze con 128 partite (per 13 gol) dietro a Cobi Jones e Jeff Agoos.
Oggi è commentatore sui canali americani ESPN e ABC. Balboa è stato votato due volte U.S. Soccer Athlete of the Year (1992 e 1994).

## Biografia
Di origini argentine, è cresciuto a Cerritos, in California
Nel 1985, Balboa si è diplomato alla Cerritos High School.

## Carriera
In gioventù è stato un prodotto del programma American Youth Soccer Organization, giocando sotto la guida del padre Luis, ai suoi tempi giocatore professionista in Argentina e poi nei Chicago Mustangs della North American Soccer League. Dopo aver giocato alla San Diego State University, debuttò in nazionale il 10 gennaio 1988 contro il Guatemala e partecipò ai mondiali del 1990 e del 1994, quindi fu scelto come U.S. Soccer Athlete of the Year nel 1992 e nel 1994; nel 1995 divenne il primo giocatore statunitense a superare le 100 presenze in nazionale.
Giocò per il León nella Primera División de México nel 1995 e nel 1996, prima di unirsi alla Major League Soccer e ai Colorado Rapids, con cui giocò per 6 stagioni; alla coppa del mondo del 1998 insieme a Tab Ramos ed Eric Wynalda diventò il primo giocatore statunitense a disputare tre mondiali. Ceduto ai MetroStars nel 2002, durante la stagione giocò solo 5 minuti per infortuni, quindi si ritirò, con un bilancio nella lega nordamericana di 24 gol e 23 assist in 152 gare. Nel 2005 fu scelto per il MLS All-Time Best XI ed entrò nella National Soccer Hall of Fame insieme a Nick Folan; un suo gol per i Rapids nel 2000, contro il Columbus Crew, diventò il MLS Goal of the Year della stagione.

## Dopo il ritiro
Dopo il ritiro divenne un dirigente dei Rapids ed un reporter per la ABC per l'MLS All-Star Game e l'MLS Cup del 2003, lavorando nel 2004 con la ABC e la ESPN sulla nazionale statunitense; nel 2007 iniziò una trasmissione sul calcio alla radio, From The Pitch, trasmessa da Mile High Sports Radio di Denver. Nel 2008 è stato analista per NBC Sports per il torneo di calcio alle olimpiadi.

## Palmarès

### Nazionale
- Gold Cup: 1

1991

### Individuale
- U.S. Soccer Athlete of the Year: 2

1992, 1994